# Freiheit (Meißen)

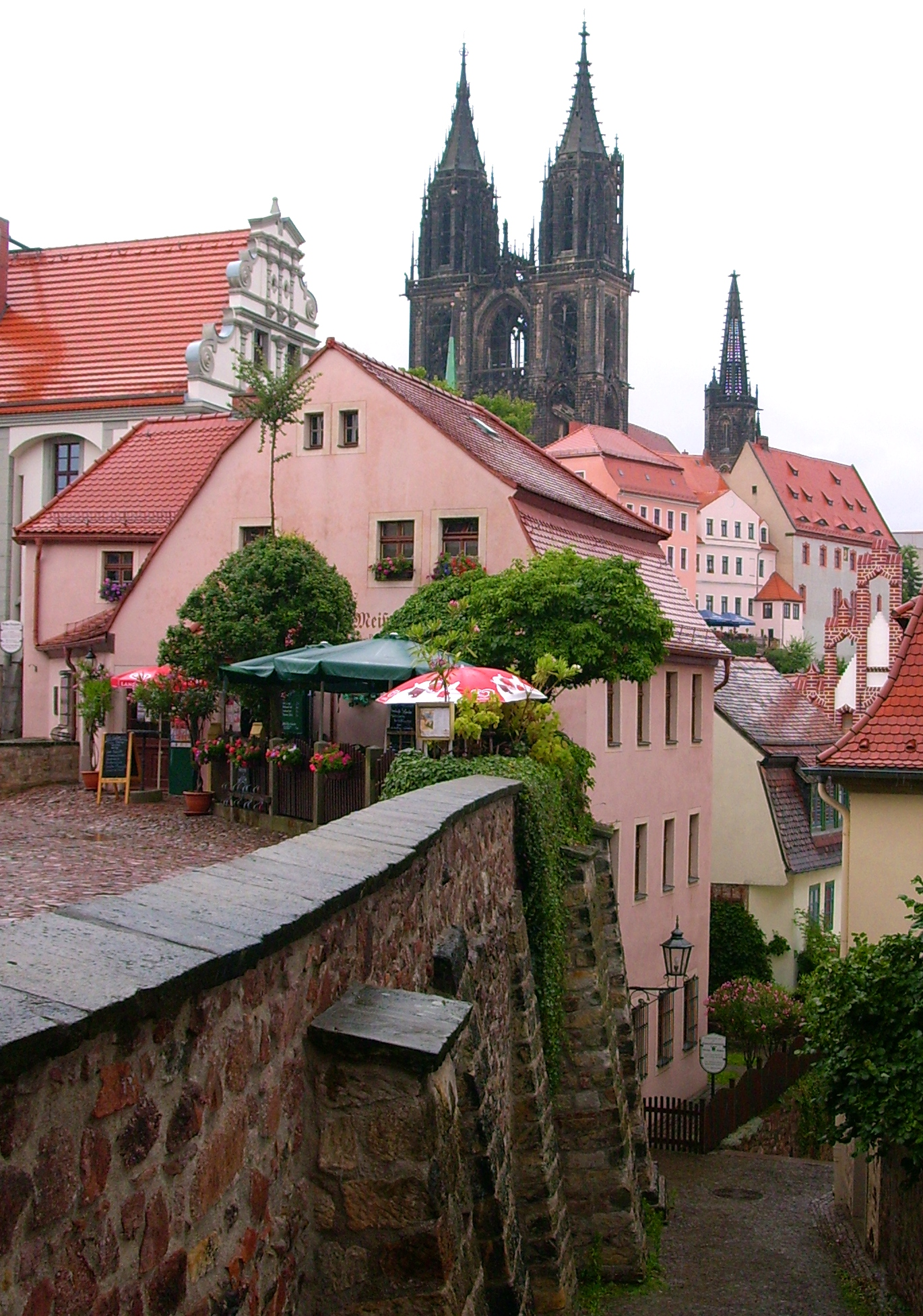
Blick von der Freiheit zur Albrechtsburg mit Dom

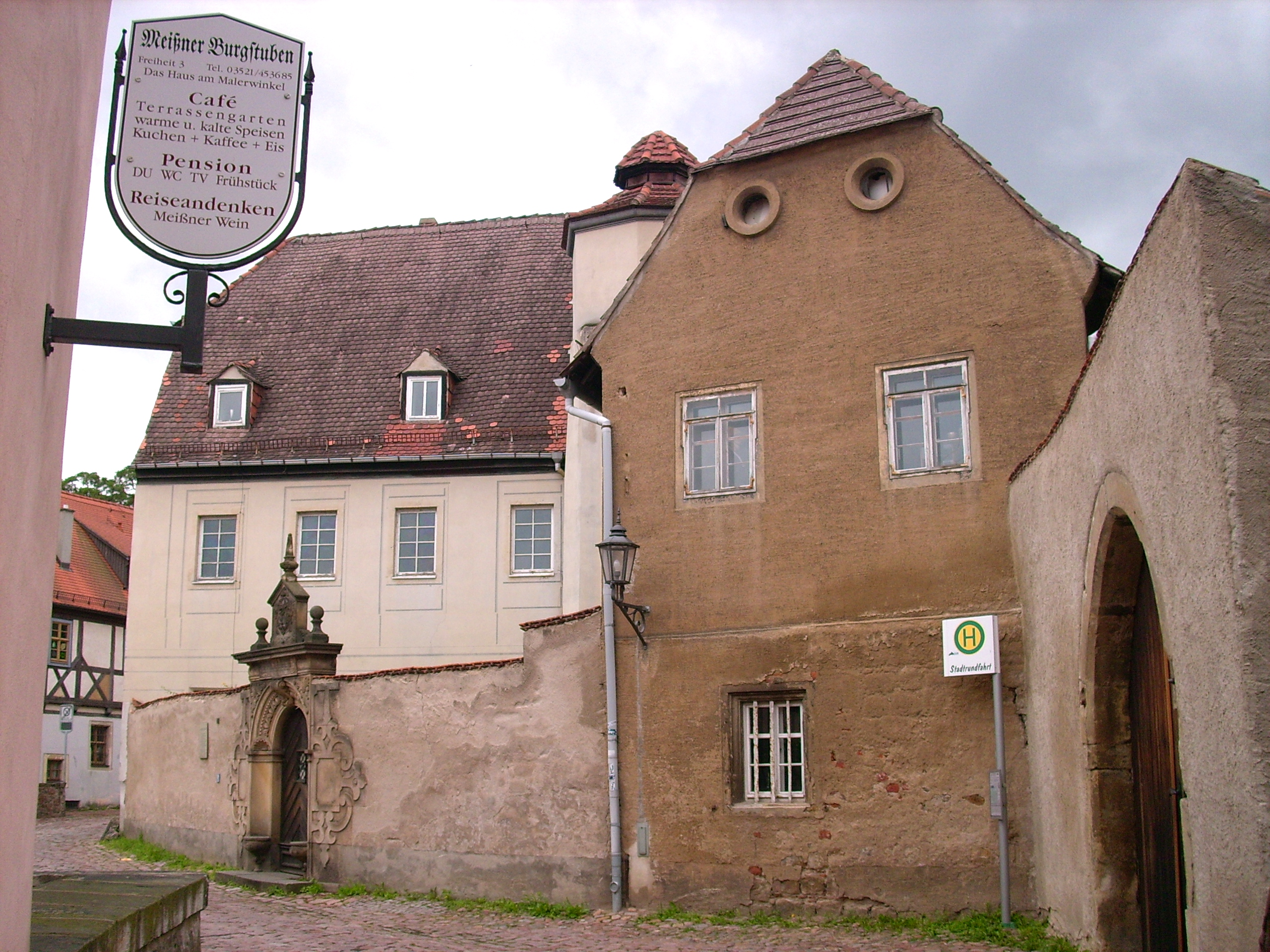
Jahnaischer Hof (Freiheit 1)

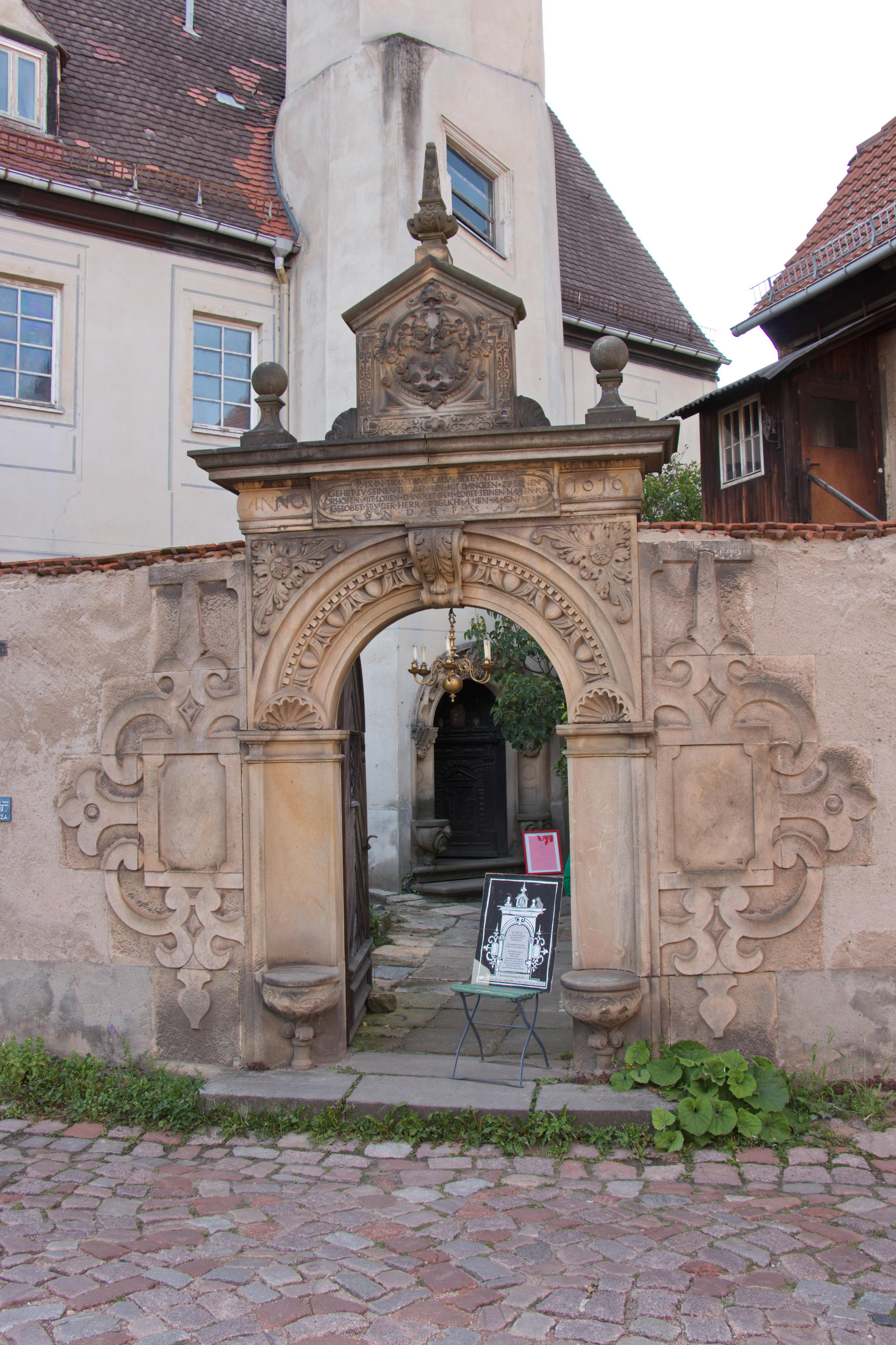
Äußeres und inneres Portal zum Jahnaischen Hof

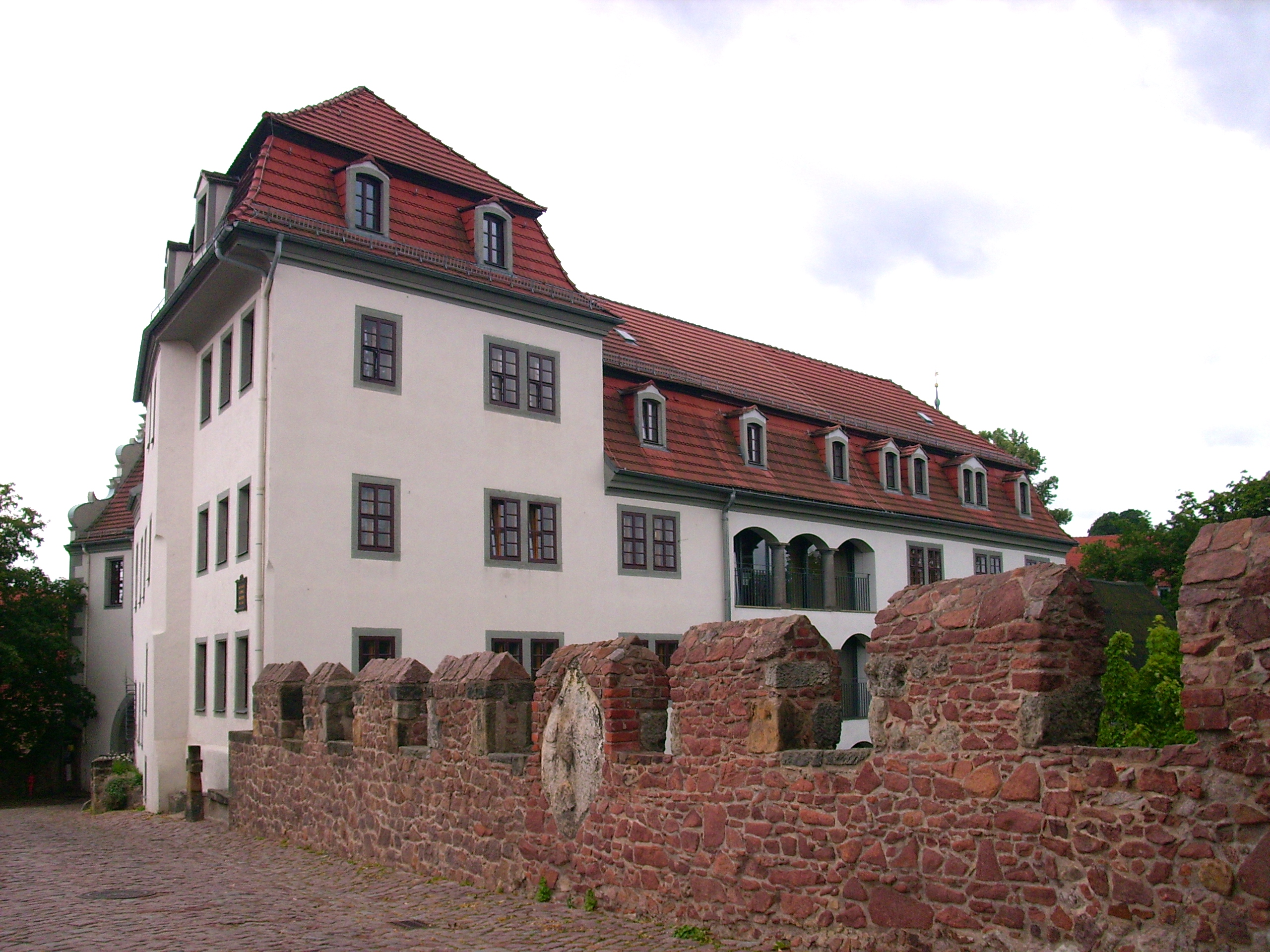
Schleinitzer Hof (Freiheit 2)

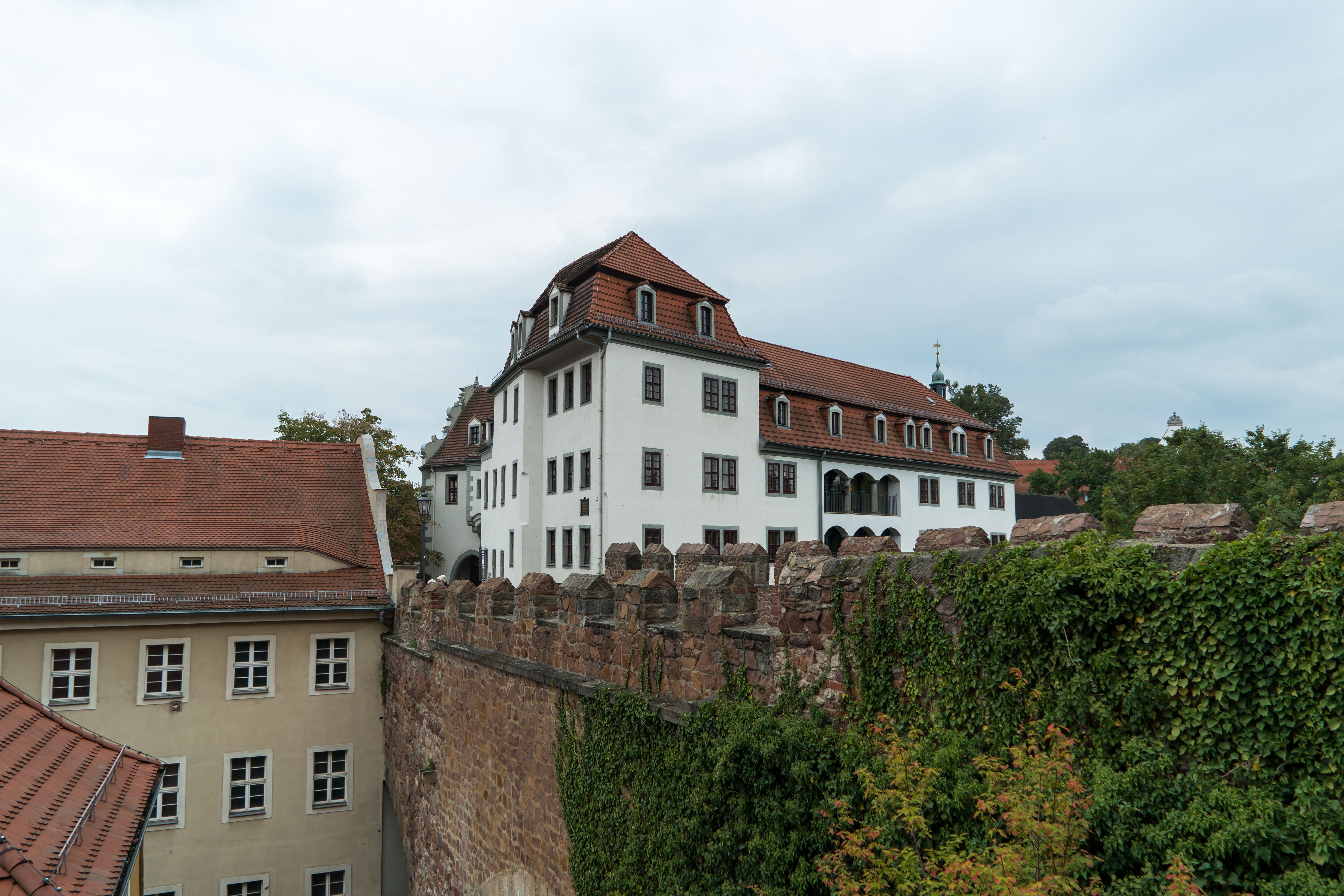
Schleinitzer Hof, im Hintergrund das Torhaus

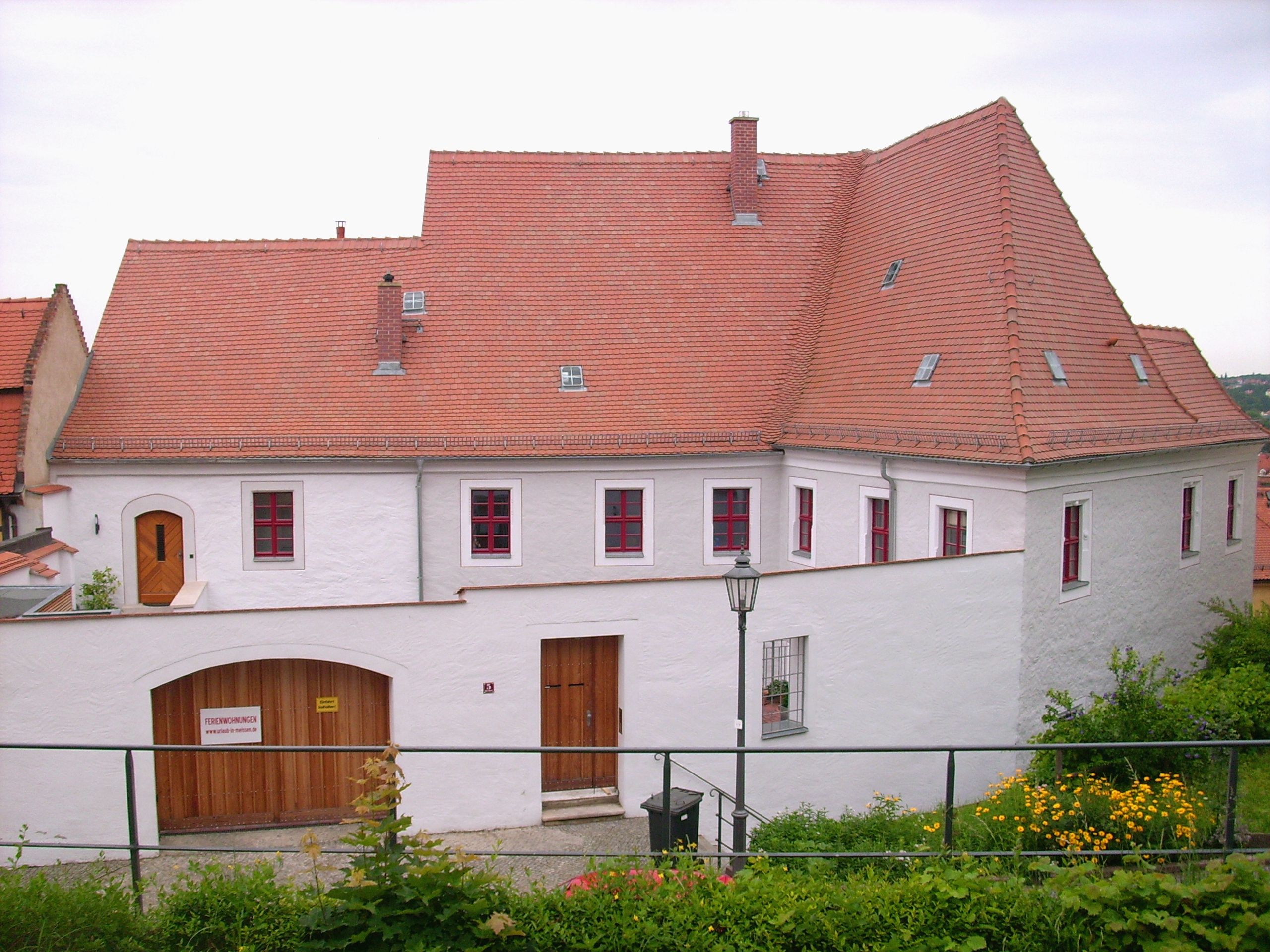
Freiheit 5

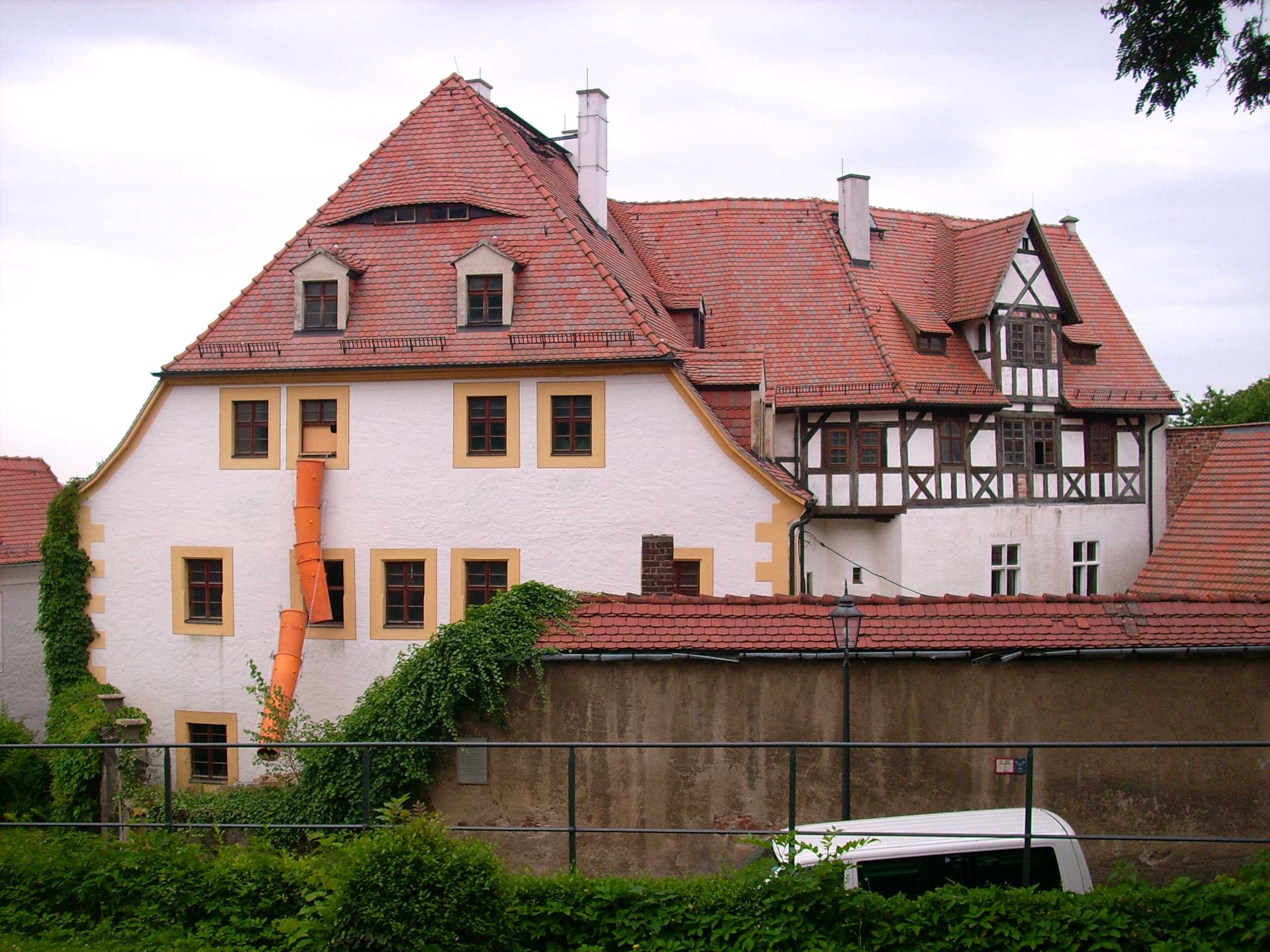
Freiheit 6

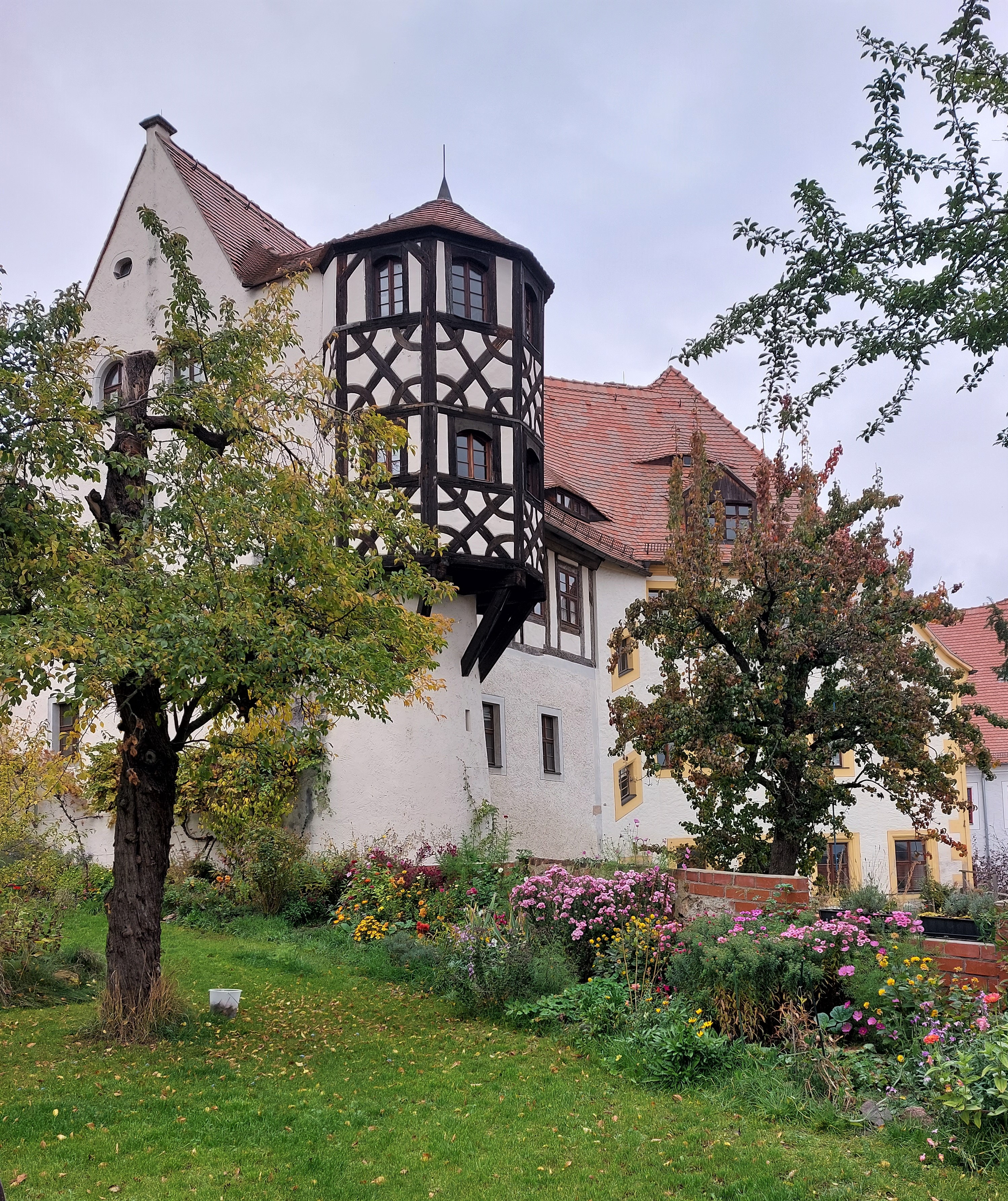
Fachwerkerker am Jahnschen Domherrenhof

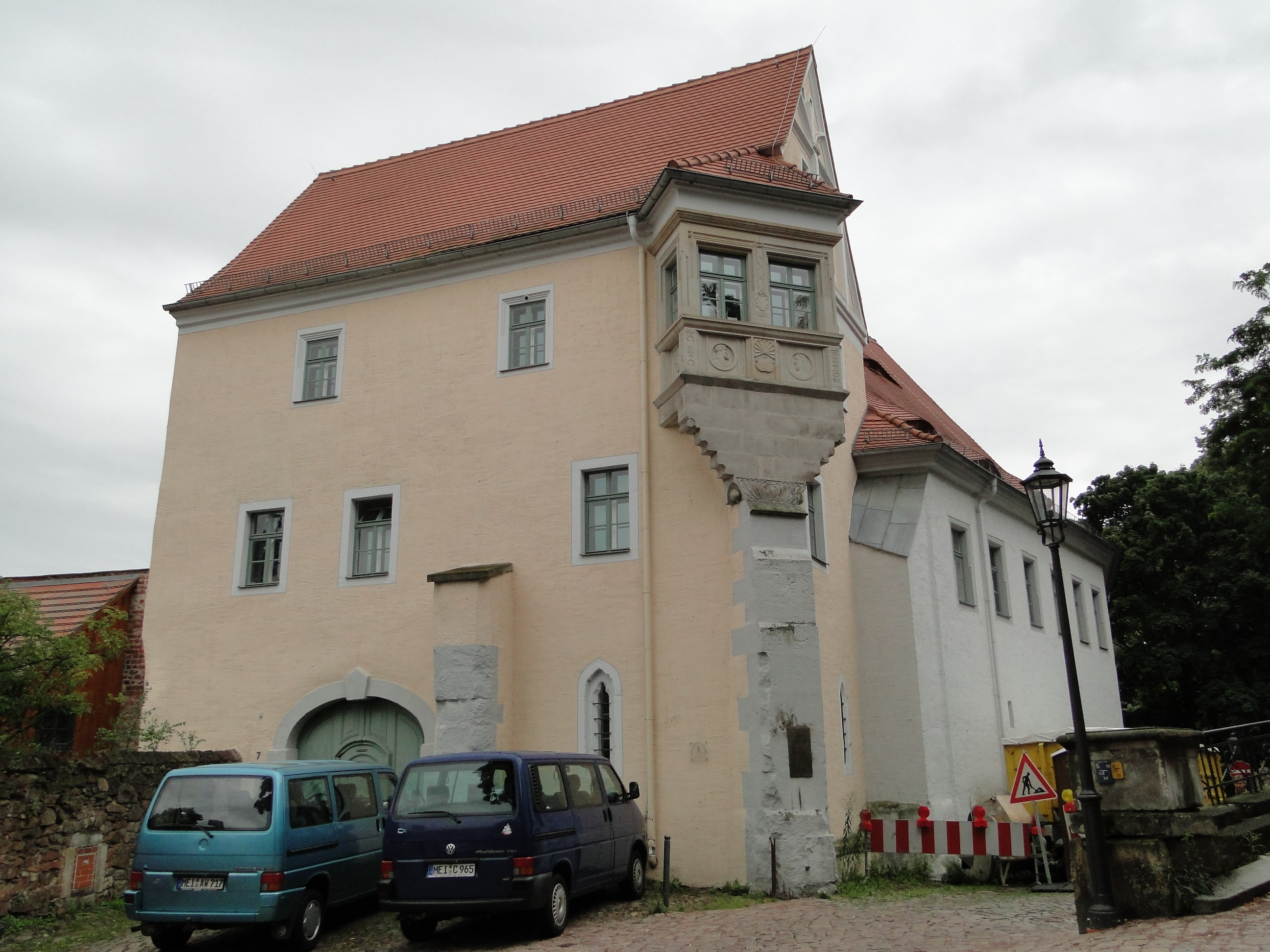
Freiheit 7

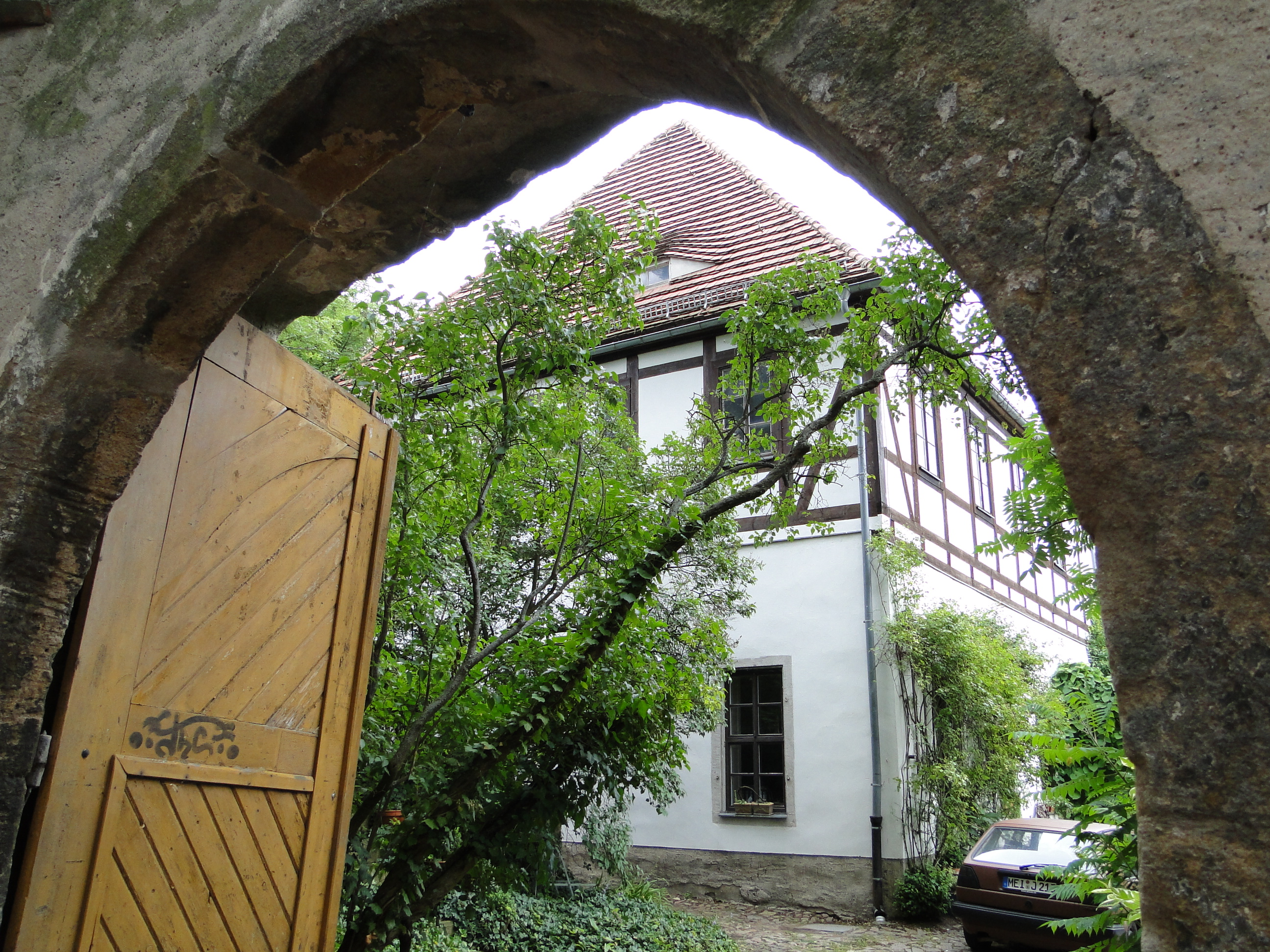
Freiheit 9

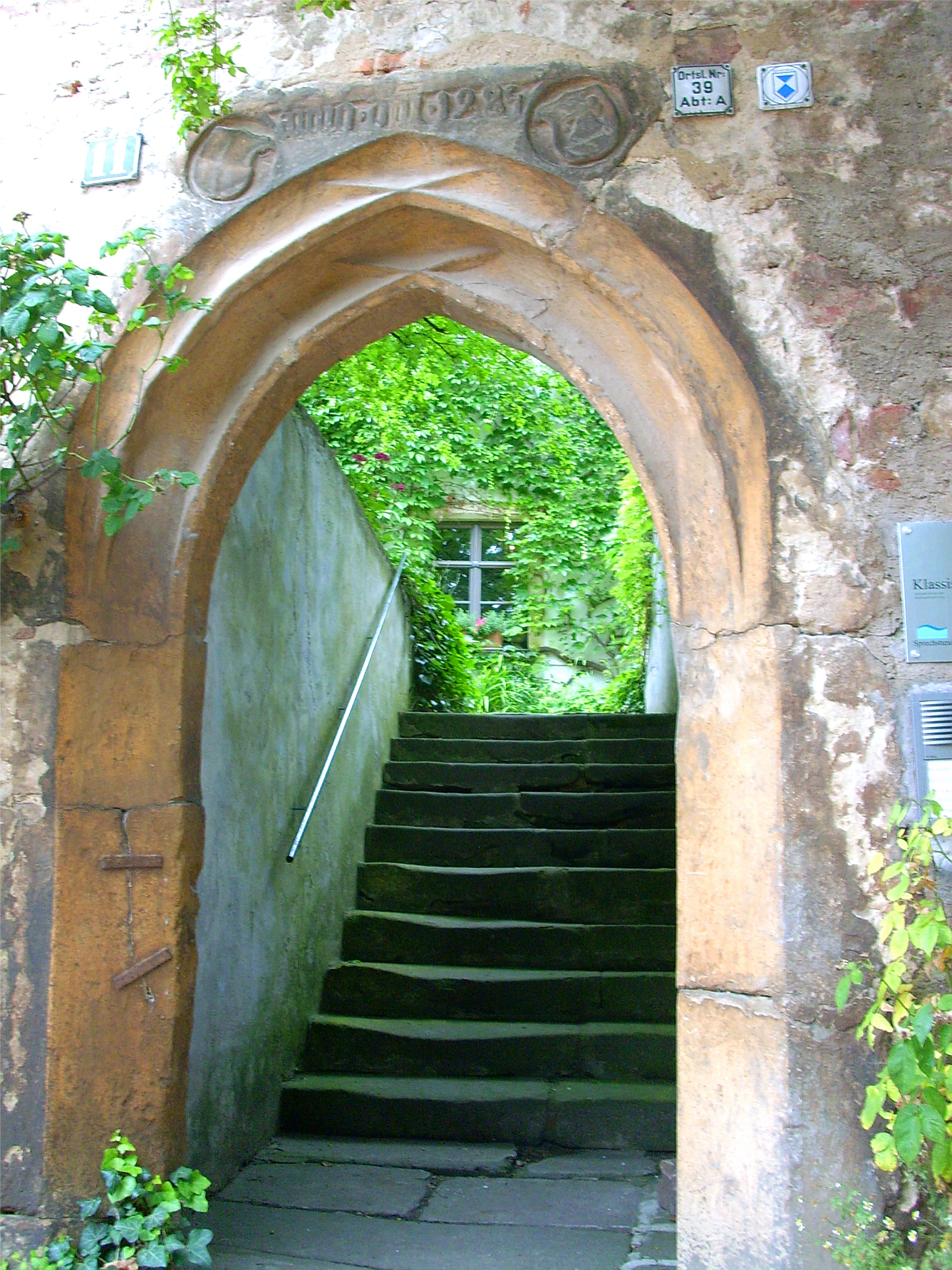
Portal von Freiheit 11

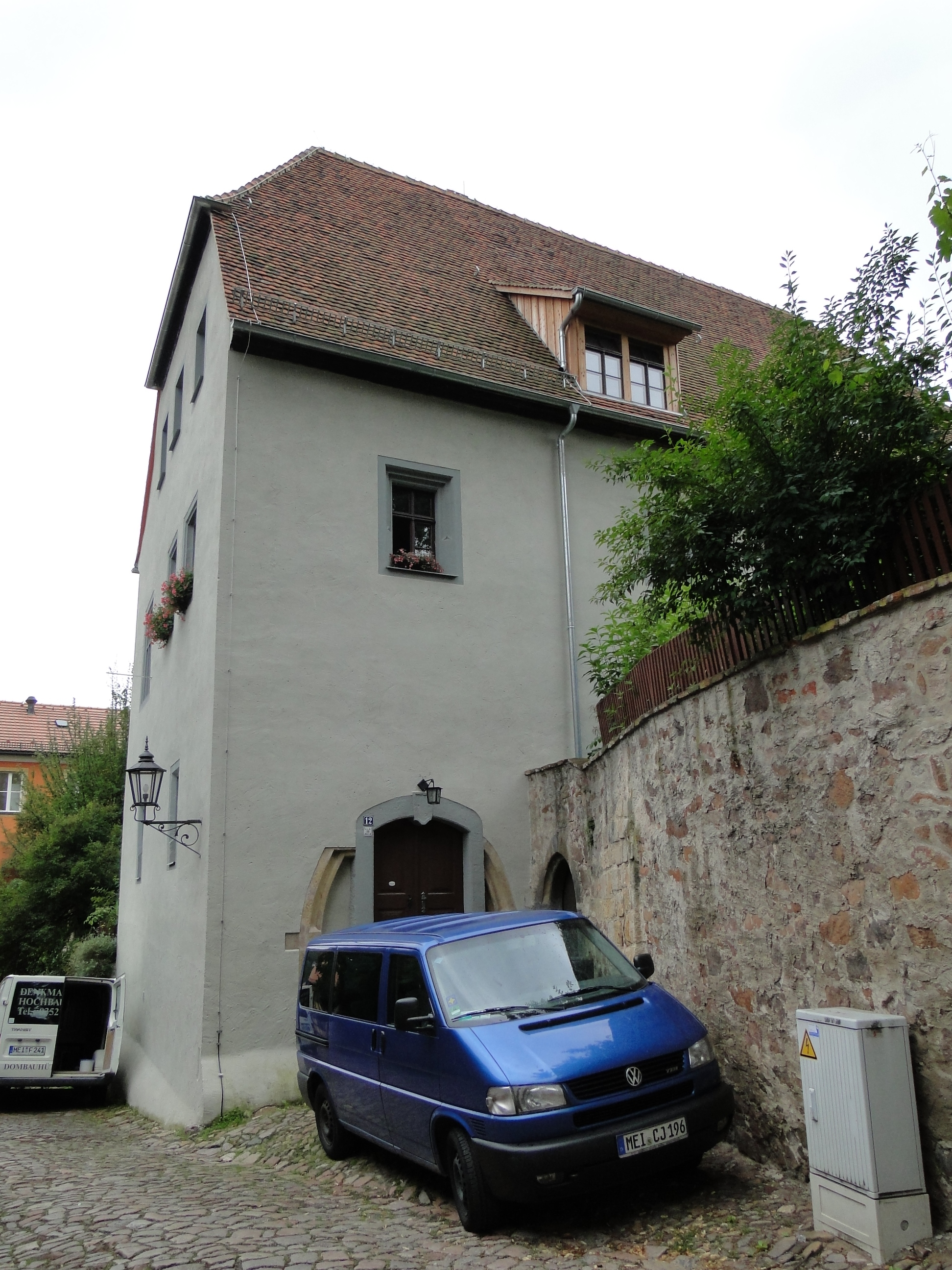
Freiheit 12

Die Freiheit (auch: Afrafreiheit) ist eine Straße in Meißen im gleichnamigen Landkreis in Sachsen. Sie verläuft in etwa südlicher Richtung von der Schlossbrücke vor dem Burgtor zum Domherrenhof. Außer dem Stift St. Afra liegen zahlreiche weitere, historisch bedeutende Kurien und Freihöfe an dieser Straße.

## Geschichte
Die Freiheit bildete nach dem Bau der Schlossbrücke in den Jahren 1221–1228 den Hauptzugang zur Albrechtsburg und liegt auf einem Bergplateau vor dem Burgzugang. Sie wurde nach der seit dem 12. Jahrhundert nachweisbaren Pfarrkirche St. Afra benannt und mit verteidigungsfähigen Festen Ritterhöfen und schon vor 1200 auch mit befestigten Domherrenkurien bebaut. Die Höfe an dieser Straße waren von städtischer Herrschaft und Abgaben befreit, worauf der Name zurückzuführen ist.
Von den Festen Höfen sind der Jahnaische Hof mit seiner Mauer (Freiheit 1), das Burglehn am vorderen Burgtor (Freiheit 2), der Jahnsche Hof (Freiheit 6) und die Afranische Pfarre (Freiheit 7) erhalten. Auf der südlichen Hochfläche ist von den Domherrenkurien unter anderem die heutige Superintendentur (Freiheit 9) erhalten.

## Besonderheiten
Bedingt durch das unebene Pflaster und die teilweise sehr engen und steilen Zufahrten ist das Befahren nur mit Schrittgeschwindigkeit möglich. Eine Zufahrt von Süden her ist wegen der Treppen nicht möglich.

## Bauwerke

### Jahnaischer Hof oder Maltitzer Hof (Freiheit 1)
Der Jahnaische Hof (Karte) ist als befestigter Hof im 12. Jahrhundert nachgewiesen. Er wurde von Hans von Schleinitz auf Schieritz und Jahna in den Jahren 1409/1410 angekauft und unter Verwendung älterer Teile ausgebaut. Ab 1689 ist er im Besitz der Herren von Miltitz, danach der Familie von Ende.
Das Hauptgebäude besteht aus zwei rechtwinklig aneinanderstoßenden Flügeln und einem Dienerhaus und stammt aus der Zeit um 1610. An der Ostseite ist ein Treppenturm angebaut, der zur Hälfte aus der Mauer hervortritt und mit einem achteckigen Abschluss über das Satteldach mit einem abgewalmten Südgiebel hinausragt. Das äußere Treppentor ist ein feingearbeitetes Sitznischenportal, das von Balthasar Barthel dem Älteren 1610 gefertigt wurde. Im gekehlten Rundbogen befinden sich zwei Löwen, die das Wappen derer von Schleinitz und von Sundthausen halten. Unter dem Kämpfergesims ist je eine Tafel mit Bibelzitaten zu finden. Unter den runden Sitzen ist je ein männliches und ein weibliches Brustbild angeordnet. Die reich gearbeitete Tür ist auf das Jahr 1609 datiert. Der Hof ist von einer hohen Mauer umgeben. Das Mauerportal zur Freiheit ist mit den Jahreszahlen 1616 und 1880 versehen. Beide Portale wurden in den Jahren 1965/1966 durch Kopien ersetzt. Im Erdgeschoss hat das Bauwerk Kreuzgratgewölbe.

### Schleinitzer Hof (Freiheit 2)
Der Schleinitzer Hof (Karte) ist ein ehemaliges Burghutlehen und wird heute für Wohnungen genutzt. Er besteht aus drei Gebäudekomplexen aus den Jahren 1522, 1649 und 1743 und ist um einen Innenhof gruppiert. Er bildete ursprünglich eine wichtige Eigenbefestigung, die unmittelbar vor der Brücke lag, die den Burgberg mit dem Afraberg verbindet. Das Grundstück mit Turm, Hofstatt und Stallung wurde 1522 an Wolf von Schleinitz überwiesen; aus dieser Zeit stammt das Giebelhaus am Burgtor, das im Obergeschoss mit dem Torbau des vorderen Burgtors verbunden ist und auf den Kern eines mittelalterlichen Wohnturms zurückgeht. Das Bauwerk wurde 1649 nach Brand im Dreißigjährigen Krieg wiederaufgebaut und der Komplex am Großen Hohlweg neu erbaut. Dieser Bauteil wurde 1743 auf fünf Stockwerke erhöht und an die Schlossbrücke angeschlossen. Im gleichen Jahr wurde mit dem Bau des an den Jahnaischen Hof anschließenden Barockbauwerks begonnen. Eine Restaurierung wurde in den Jahren 1982–1988 durchgeführt, wobei der nördliche Torbogen erweitert wurde.
Das Bauwerk war in den Jahren 1828–1836 Wohnhaus von Ludwig Richter, woran eine Tafel erinnert.
Giebelhaus und Torbau
Das Giebelhaus ist im Grundriss unregelmäßig geformt, der Zugang erfolgt auf Höhe der Schlossbrücke in das dritte Obergeschoss über ein Renaissanceportal aus Sandstein aus der Zeit um 1600, das mit dem Schleinitzschen Wappen versehen ist. Im Innern ist ein Wendelstein eingebaut, die Räume im Erdgeschoss sind mit Kreuzgratgewölben abgeschlossen und von der Hofseite aus zugänglich. Der Torbau hat ein Satteldach und zur Stadt einen zweigeschossigen Spätrenaissancegiebel; die tonnengewölbte Durchfahrt ist mit spätgotischen Rippen versehen. Zur Burgseite hin ist ein Erker angebaut.
Gebäude am Großen Hohlweg
Das Gebäude ist fünfstöckig und mit einem Mansardwalmdach gedeckt, es besitzt eine tonnengewölbte große Durchfahrt in den Hof aus der Zeit um 1700. Die Hofseite ist mit schlichten Arkaden versehen. Von einem Umbau aus der Zeit um 1915 stammen die freitragende Granittreppe mit Treppenauge und die historistische Gewölbebemalung des Eingangsbereichs. Das Bauwerk neben dem Jahnaischen Hof ist mit barocker Gliederung und Dachkonstruktion versehen und hat Blendarkaden im Untergeschoss zur Freiheit hin.

### Freiheit 5
Das Gebäude Freiheit 5 (Karte) ist ein historisch bedeutender Domherrenhof des 16. Jahrhunderts mit Kellergewölben aus dem 13. und 14. Jahrhundert. Nach längerem Leerstand infolge statischer Probleme und einem Teileinsturz des Daches wurde das Bauwerk in den Jahren 2007–2010 saniert. Acht bemalte Holzbalkendecken und mehrschichtige Wandbemalungen aus dem 16. Jahrhundert wurden dabei freigelegt und der 300-jährige Dachstuhl blieb vollständig erhalten. Bei der Sanierung wurde der Zustand aus der Renaissancezeit wiederhergestellt und die neueren Bauteile davon optisch abgesetzt.

### Jahnscher Hof (Freiheit 6)
Der Jahnsche Hof (Karte) ist ein ehemaliger Domherrenhof, der um 1346 für den Domherren Nikolaus Eberhard erbaut wurde. Er ist aus mehreren Bauwerken zusammengewachsen, die um einen unregelmäßigen Hof gruppiert sind und im 17./18. Jahrhundert baulich verändert wurden. An der Burgseite steht der Hauptbau mit einem Obergeschoss und einem steilen Krüppelwalmdach. Im Keller sind lange Gänge zu Verteidigungszwecken erhalten, die Fenster sind teilweise als ehemals steinerne Schiebefenster erkennbar. Vor dem Wendelstein ist ein gotisches Portal mit Schulterbogen und Stabüberschneidungen angeordnet, die Tür vom Ende des 15. Jahrhunderts ist mit Eisen beschlagen. Das dreigeschossige Nebengebäude ist im Winkel angeschlossen; es besitzt ein steiles Satteldach, das talseitig mit einem vorkragenden Fachwerkerker versehen ist. Dieser Erker stammt wohl vom Ende des 17. Jahrhunderts, wurde 1914 restauriert und regelmäßiger gestaltet und 1983 erneut restauriert. Besonders kostbar sind die Wandmalereien aus der Zeit zwischen 1464 und 1486, die sich an der Fassade des gotischen Ursprungsbauwerks erhalten haben, weil sie durch den Anbau des späteren Flügels nun im Inneren einer später eingefügten Wendeltreppe liegen und unter dickem Putz überdauerten. Sie stellen den heiligen Georg in Seccomalerei dar und wurden in den Jahren 2017–2019 mit Unterstützung der Deutschen Stiftung Denkmalschutz restauriert.

### Afranische Pfarre (Freiheit 7)
Die afranische Pfarre (Karte) war vermutlich ursprünglich ein befestigter Ritterhof, später ein Domherrenhof und ist seit 1565 Sitz der Pfarre und zeitweise auch des Konsistoriums. Eine Restaurierung erfolgte 1967; dabei wurde der Sandsteinerker durch eine Kopie ersetzt.
Das langgestreckte unregelmäßige Gebäude besteht aus drei Bauteilen, deren ältester der Vorder- und Torbau ist, dessen Westteil sich aus einem Verteidigungs- und Wohnturm entwickelt hat. Dieser stammte vermutlich aus dem 13. Jahrhundert, der Mittel- und Hinterbau wurde nach 1660 hinzugefügt. Im Erdgeschoss sind noch frühgotische Spitzbogenfenster mit eisernen Gittern erhalten, die wahrscheinlich aus der ersten Hälfte des 13. Jahrhunderts stammen. Charakteristisch für dieses Bauwerk ist der Eckerker im Stil der Frührenaissance, der am zweiten Obergeschoss des früheren Turms sitzt und die Jahreszahl 1535 trägt. An der Brüstung sind Rundmedaillons mit den Reliefdarstellungen von Petrus und Paulus zu finden.
Zur Freiheit hin führt ein breit proportioniertes Korbbogentor mit kubischen Kämpfersteinen, die Holztür mit geschwungenen Füllungselementen und mittlerer Türöffnung aus der Zeit um 1780 führt in die Eingangshalle. Auf der Gegenseite ist noch ein gefastes Schwibbogentor erhalten, das einst zum Festen Hof gehörte. Eine schlichte gotische Tür führt an der Westwand in den früheren Wohnturm, ihre Außenseite ist mit Eisenblech und Bändern beschlagen, in der Mitte ist eine Rosette aus gebuckelten Eisenblechen gestaltet. Die Innenseite zeigt noch lilienförmige Eisenbänder aus der zweiten Hälfte des 15. Jahrhunderts. Der dahinterliegende Raum ist mit Kreuzgewölben geschlossen, wie auch die oberen Geschosse, die teilweise auch Balken- und Stuckdecken zeigen. Im Mittelbau sind im Keller Muldengewölbe zu finden, im Erdgeschoss eine Balkendecke auf Holzsäulen, im Obergeschoss eine einfache Stuckdecke aus der Zeit nach 1660.

### Superintendentur (Freiheit 9)
Die Superintendentur (Karte) wurde im 15. und 16. Jahrhundert unter Verwendung älterer Bauteile erbaut und im 18. und 19. Jahrhundert baulich verändert. Das Bauwerk ist ein freistehendes, rechteckiges Haus mit mächtigem Walmdach, das im Obergeschoss mit Fachwerk verkleidet ist. Im Keller sind gotische Tonnengewölbe erhalten. Im Garten ist ein ehemaliges Backhaus zu finden, das Reste eines aus Bruchstein gemauerten Schornsteinmantels zeigt, der auf zwei Rundbögen ruht und aus dem 13. Jahrhundert stammt. Auf der Hangseite ist ein Brunnenhaus erhalten, das wie auch das Backhaus im Jahr 1988 restauriert wurde.

### Domherrenhof (Freiheit 10)
Der Domherrenhof (Karte) ist ein Bauwerk des 19. Jahrhunderts, auf dessen Grundstück der südliche Turm der Stadtbefestigung aus der Zeit um 1200 mit Backsteingiebeln von 1520 steht. Er wurde 1993 restauriert.

### Freiheit 11
Der ehemalige Domherrenhof Freiheit 11 (Karte) war im 16. Jahrhundert im Besitz des Rektors, Historikers und Dichters Georg Fabricius, ab 1702 war er das Kantorat der Landesschule. Das zweigeschossige Bauwerk mit Rechteckgrundriss ist mit einem steilen Satteldach über Katzentreppengiebeln geschlossen und ist im Wesentlichen um 1610/1640 entstanden, mit einem spätgotischen Kern. In der Mauer zur Freiheit ist ein spätgotisches Spitzbogenportal mit den Wappen derer von Müntzenberg und von Salhausen mit der Jahreszahl 1485 eingebaut. Auf der Innenseite über dem Portal ist eine lateinische Inschrift aus der gleichen Zeit zu finden, die den Hof zur Vikarie der heiligen Barbara gehörig bezeichnet.

### Freiheit 12
Der ehemalige Domherrenhof Freiheit 12 (Karte) war später Adelsfreihof und das Rektorat der Landesschule, nach 1581 das Diakonat von St. Afra. Im Jahr 1987 wurde das Bauwerk im Äußeren instand gesetzt. Das giebelständige langgestreckte Bauwerk ist mit einem Krüppelwalmdach gedeckt und entstand um 1480/1500. Zu beiden Seiten der Eingangstür, auch auf der Südseite ist eine Tordurchfahrt zu erkennen. Hinter dem Bauwerk sind Reste der alten Stadtmauer in voller Höhe erhalten.

### Freiheit 13
Das Sankt-Afra-Gymnasium (Karte) ist ein Bauwerk des 19. Jahrhunderts und wird heute vom Sächsischen Landesgymnasium Sankt Afra genutzt.